# Aedes amamiensis
Aedes amamiensis är en tvåvingeart som beskrevs av Tanaka, Mizusawa och Saugstad 1979. Aedes amamiensis ingår i släktet Aedes och familjen stickmyggor. Inga underarter finns listade i Catalogue of Life.